# Martina Bunge
Martina Bunge (Lipcse, 1951. május 18. – 	2022. május 1.) német politikus és egyetemi tanár. 1998 és 2005 közt Mecklenburg-Elő-Pomeránia tartományi parlamentjének volt tagja, 2005-ben választották be a Bundestagba.